# Distretto di Chishti Sharif
Il distretto di Chishti Sharif è il distretto più orientale della provincia di Herat, nell'Afghanistan occidentale. Confina con il distretto di Obe a ovest, la Provincia di Badghis a nord e con quella di Ghowr a sud e a est. Si trova lungo l'Hari Rud. Nel 2005 la popolazione era stimata in 20.200 abitanti. Il centro amministrativo del distretto è il villaggio di Chishti Sharif.